# Anders Hejlsberg
Anders Hejlsberg (født 2. december 1960) er en indflydelsesrig dansk programmør. 
Han læste til ingeniør på Danmarks Ingeniørakademi men færdiggjorde ikke uddannelsen.
I 1980 begyndte Hejlsberg at skrive programmer til Nascom-mikrocomputeren, især en Pascal-compiler. I første omgang blev den markedsført som Blue Label Pascal compiler til Nascom-2. Han omskrev den dog snart til CP/M og MS-DOS og markedsførte den i første omgang som Compass Pascal og siden som PolyPascal. I 1983 blev indgået en royalty aftale, hvorefter programmet også blev solgt af Borland, der internationalt markedsførte det som Turbo Pascal-compileren. Hos Borland blev det den mest kommercielt populære Pascal-compiler nogensinde, bl.a. takket være den aggressive direkte markedsføring og prissætning på 50 dollars.
Som en del af aftalen blev Hejlsberg tilknyttet virksomheden Borland, og flyttede i 1987 til Californien, hvor han blev indtil 1996 som chief engineer. I tiden hos Borland videreudviklede han Turbo Pascal, og endte med at blive hovedansvarlig for udviklingen af Delphi, Turbo Pascals efterfølger.
I 1996 forlod Hejlsberg Borland til fordel for Microsoft hvor han var manden bag J++ og Microsoft Foundation Classes. Senere blev han leder af gruppen der udviklede C# og har medvirket ved udviklingen af TypeScript.
I 2001 modtog han computerbladet Dr. Dobbs pris Excellence in Programming for sit arbejde med Turbo Pascal, Delphi, C# og Microsoft .NET Framework.

### Interviews
- Flere interviews fra sommeren 2003 Arkiveret 5. april 2005 hos  Wayback Machine (på engelsk)
- The C# Design Process: A Conversation with Anders Hejlsberg (på engelsk)